# Pittavino-santongese
Il pittavino-santongese (nome nativo: poetevin-séntunjhaes o parlanjhe; in francese: poitevin-saintongeais) è una lingua romanza, una lingua d'oïl, parlata in Francia principalmente in Poitou-Charentes, in Vandea, nel Pays de Retz, e nel nord dell'Aquitania (il paese Gabay e la Petite Gavacherie). Consta di due dialetti distinti, il pittavino e il santongese.
È classificata come lingua in pericolo dall'UNESCO.